# Bag alle de blå bjerge
Bag alle de blå bjerge er en dokumentarfilm fra 1998 instrueret af Ebbe Kyrø efter eget manuskript.

## Handling
Johannes Jørgensen (1866-1956) opnåede at blive en af de mest oversatte danske forfattere. I begyndelsen af sin litterære karriere optrådte han som bannerfører for den symbolistiske bevægelse og var samlingspunkt for unge forfattere som Knut Hamsun, Viggo Stuckenberg, Sophus Claussen og Brdr. Brandes. Senere konverterer han til katolicismen, gør sig uvenner med det hjemlige litterære miljø, forlader sin kone og syv børn og slår sig ned i Italien. Her skriver han journalistik og en lang række katolske helgenbiografier. Johannes Jørgensens liv er en historie om evig identitetssøgen, og som sådan evig aktuel.